# NGC 4220
NGC 4220 је лентикуларна галаксија у сазвежђу Ловачки пси која се налази на NGC листи објеката дубоког неба.
Деклинација објекта је + 47° 52' 59" а ректасцензија 12h 16m 11,8s. Привидна величина (магнитуда) објекта NGC 4220 износи 11,3 а фотографска магнитуда 12,2. Налази се на удаљености од 17,0000 милиона парсека од Сунца. NGC 4220 је још познат и под ознакама UGC 7290, MCG 8-22-89, CGCG 243-55, IRAS 12137+4809, PGC 39285.